# Herb Białej Piskiej
Herb Białej Piskiej – jeden z symboli miasta Biała Piska i gminy Biała Piska w postaci herbu.

## Wygląd i symbolika
Herb przedstawia w białej tarczy pojedyncze zielone drzewo (lipę), stojące na zielonej murawie. Po heraldycznie prawej stronie ołtarz ofiarny koloru czerwonego ze złotymi zdobieniami, przepasany wstęgą splecioną z zielonych liści dębu, na którym płomień czerwony.
Symbolika odwołuje się do staropruskiej, pogańskiej przeszłości Białej i kultu sił natury.

## Historia
Herb ustanowiono w XIX wieku. Herb przetrwał w niezmienionej postaci, mimo prób usuwania tego typu symboliki w okresie PRL.